# Nhiệt Y Trát
Nhiệt Y Trát  (tiếng Trung: 热依扎, tiếng Kazakh: رايزا ٴالىمجان; sinh ngày 15 tháng 7 năm 1986) là một nữ diễn viên, người mẫu gốc Kazakhstan đến từ Trung Quốc Đại lục. Cô tốt nghiệp Học viện Điện ảnh Bắc Kinh khoa diễn xuất năm 2002.

## Tiểu sử
Nhiệt Y Trát sinh ra ở quận Hải Điến, Bắc Kinh, quê gốc của cô ở Tinh Hà - Tân Cương. Bà ngoại của cô là một giáo viên, cha cô là một nhà văn.

## Sự nghiệp
Năm 2007, Nhiệt Y Trát bắt đầu sự nghiệp diễn xuất của mình khi tham gia bộ phim truyền hình Mở ra bản đồ của bạn. Tháng 11 năm 2011 cô tham gia bộ phim truyền hình cung đấu nhà Thanh Chân Hoàn Truyện. Tháng 6 năm 2017 cô đóng vai chính trong bộ phim hành động cảnh sát Tập Sanh - bộ phim đã giúp cô giành giải thưởng "Nữ diễn viên được quan tâm nhất" tại Liên hoan phim Quốc tế Thượng Hải lần thứ 20. Một thời người ta chú ý tới cô vì khuôn mặt có nét giống Trương Bá Chi. 
Tháng 6 năm 2018 cô đóng vai Đàn Kỳ trong bộ phim truyền hình cổ trang Trường An mười hai giờ, vai diễn giúp cô được đề cử giải thưởng "Nữ diễn viên chính xuất sắc nhất" tại Lễ trao giải Hoa Đỉnh lần thứ 26. Năm 2020, cô đóng vai Lý Thủy Hoa trong bộ phim đề tài xóa đói giảm nghèo Sơn hải tình bộ phim đã giúp cô được đề cử giải thưởng "Nữ diễn viên chính xuất sắc nhất" tại lễ trao giải Bạch Ngọc Lan năm 2021.

## Đời tư
Tháng 6 năm 2017, Nhiệt Y Trát và nam diễn viên Chu Du công bố hẹn hò. Năm 2019, hai người chia tay.
Ngày 4 tháng 12 năm 2020, Nhiệt Y Trát đăng lên Weibo tuyên bố rằng cô đã làm mẹ.

## Tác phẩm

### Truyền hình
| Năm  | Tên phim                            | Nhân vật       | Chú thích |
| ---- | ----------------------------------- | -------------- | --------- |
| 2011 | Chân Hoàn truyện                    | Ninh Tần       |           |
| 2012 | Ia Ia, I Do                         | Đồng Hoa       |           |
| 2013 | Tình Yêu Ắt Có Ý Trời               | Điền Tâm       |           |
| 2014 | Thiếu niên thần thám Địch Nhân Kiệt | Thần Cơ        | Khách mời |
| 2016 | Tú lệ giang sơn trường ca hành      | Chênh Nhu      |           |
| 2017 | Cửu châu hải thượng mục vân ký      | Kim Châu Hải   |           |
| 2018 | Anh hùng phương Bắc                 | Cố Tuyết Huỳnh |           |
| 2019 | Trường An 12 canh giờ               | Đàn Kỳ         |           |
| 2021 | Sơn Hải Tình                        | Lý Thủy Hoa    |           |

### Điện ảnh
| Năm  | Tên phim                      | Nhân vật         | Chú thích     |
| ---- | ----------------------------- | ---------------- | ------------- |
| 2010 | Đường Bá Hổ điểm Thu Hương 2  | Thị Nữ           |               |
| 2010 | Rạp chiếu phim cho người mù   | Tiểu Âu          |               |
| 2015 | Có một nơi chỉ chúng ta biết  | San San          |               |
| 2016 | Sự thật cấm khu               | Na Phương        |               |
| 2016 | Chúc năm mới                  | Chu Lê           |               |
| 2016 | Mưu sát tuổi xuân             | Tiền Linh        |               |
| 2016 | Không bao Giờ Nói Lời Từ Biệt | Ruby             |               |
| 2017 | Lâm thời diễn viên            | Lương Đan Ni     |               |
| 2017 | Tập Sanh                      | Du Miêu          |               |
| 2018 | The Morning After             | Nhạc trưởng      |               |
|      | Mở ra bản đồ của bạn          | Tống Thiến Thiến | Quay năm 2010 |
|      | Đảo Bình An                   | Dương Khanh      |               |

## Giải thưởng và đề cử
| Năm  | Giải thưởng                                  | Hạng mục                                                                    | Tác phẩm              | Kết quả   |
| ---- | -------------------------------------------- | --------------------------------------------------------------------------- | --------------------- | --------- |
| 2017 | Liên hoan phim quốc tế Thượng Hải lần thứ 20 | Nữ diễn viên được quan tâm nhất                                             | Tập Sanh              | Đoạt giải |
| 2019 | Giải thưởng Hoa Đỉnh lần thứ 26              | Nữ diễn viên chính xuất sắc nhất trong phim truyền hình cổ trang Trung Quốc | Trường An 12 canh giờ | Đề cử     |
| 2021 | Giải Bạch Ngọc Lan lần thứ 27                | Nữ diễn viên chính xuất sắc nhất                                            | Sơn Hải Tình          | Đề cử     |
| 2022 | Giải Bạch Phi Thiên lần thứ 33               | Nữ diễn viên chính xuất sắc nhất                                            | Sơn Hải Tình          | Đoạt giải |